# Powiat myślenicki
Powiat myślenicki – powiat w Polsce (województwo małopolskie), utworzony w 1999 roku w ramach reformy administracyjnej. Jego siedzibą jest miasto Myślenice.
W skład powiatu wchodzą:
- gminy miejsko-wiejskie: Dobczyce, Myślenice, Sułkowice
- gminy wiejskie: Lubień, Pcim, Raciechowice, Siepraw, Tokarnia, Wiśniowa
- miasta: Dobczyce, Myślenice, Sułkowice

Według danych z 31 grudnia 2019 roku powiat zamieszkiwało 127 600 osób. Natomiast według danych z 30 czerwca 2020 roku powiat zamieszkiwały 128 872 osoby.

## Demografia

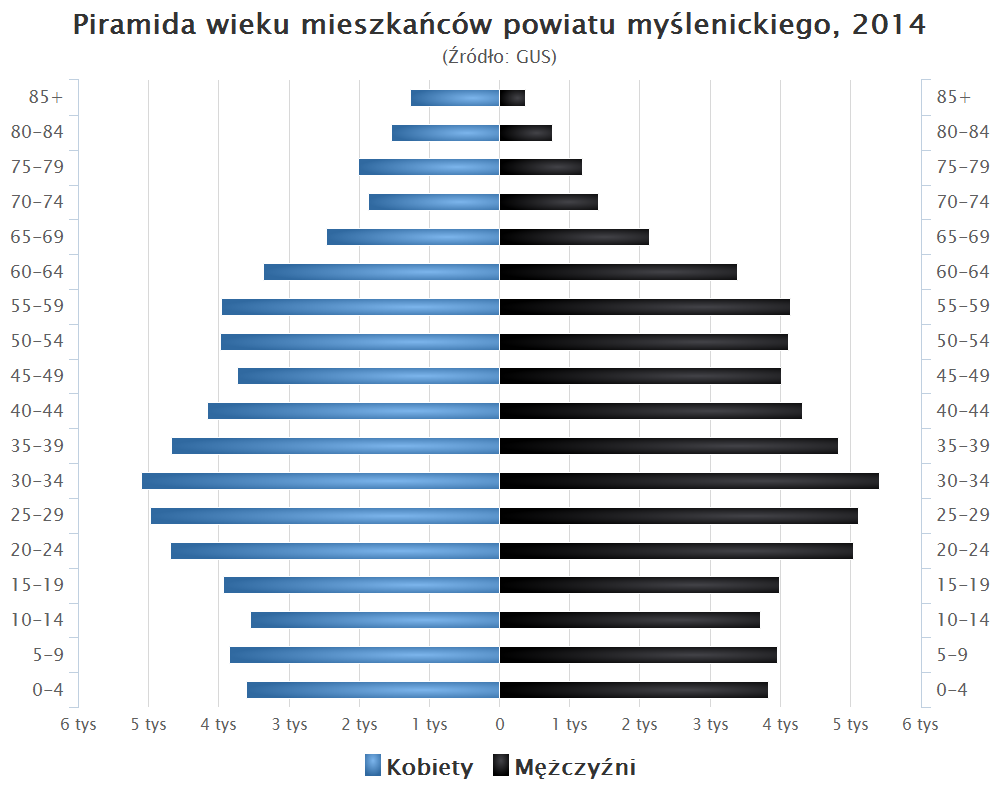
Piramida wieku mieszkańców powiatu myślenickiego w 2014 roku

Liczba ludności (dane z 31 grudnia 2011):
|        | Ogółem  | Ogółem | Kobiety | Kobiety | Mężczyźni | Mężczyźni |
| osób   | %       | osób   | %       | osób    | %         |           |
| ------ | ------- | ------ | ------- | ------- | --------- | --------- |
| Ogółem | 122 599 | 100    | 61 778  | 50,39   | 60 821    | 49,61     |
| Miasto | 31 341  | 25,56  | 16 159  | 13,18   | 15 182    | 12,38     |
| Wieś   | 91 258  | 74,44  | 45 619  | 37,21   | 45 639    | 37,23     |

▶Wieś vs ▶miasto
Ogółem (▶k, ▶m)
Miasto (▶k, ▶m)
Wieś (▶k, ▶m)

## Religia
- Kościół rzymskokatolicki: 39 parafii;
- Protestantyzm: Wspólnota Kościoła Chrześcijan Baptystów w Myślenicach;
- Świadkowie Jehowy: 2 zbory[6].

## Sąsiednie powiaty
- powiat krakowski
- powiat wielicki
- powiat bocheński
- powiat limanowski
- powiat nowotarski
- powiat suski
- powiat wadowicki